# بيت الذيب (أرحب)

تعديل مصدري - تعديل

بيت الذيب هي إحدى قرى عزلة شعب بمديرية أرحب التابعة لمحافظة صنعاء، بلغ تعداد سكانها 553 نسمة حسب تعداد اليمن لعام 2004.